# Stiefografie
Die Stiefografie, auch Stiefo und Rationelle Stenografie genannt, ist ein Stenografiesystem, das von dem Presse- und Parlamentsstenografen Helmut Stief (1906–1977) aus Frankfurt am Main nach rationellen Gesichtspunkten in acht Jahren Kleinarbeit entwickelt wurde. Stief schrieb in Deutscher Einheitskurzschrift 1928 selbst 480 Silben pro Minute, was damals Welthöchstleistung bedeutete. Die Stiefografie wurde 1966 erstmals veröffentlicht und wird seitdem bis heute unterrichtet. Sie ist laut Stief in einem Viertel der Zeit erlernbar, die sonst für das Erlernen der Deutschen Einheitskurzschrift nötig wäre, da die Stiefografie wesentlich weniger Zeichen, Regeln (ohne Ausnahmen) und Merkpunkte sowie in der Grundschrift keine Kürzel für häufige Silben und Wörter aufweist.

## Mitlautdarstellung

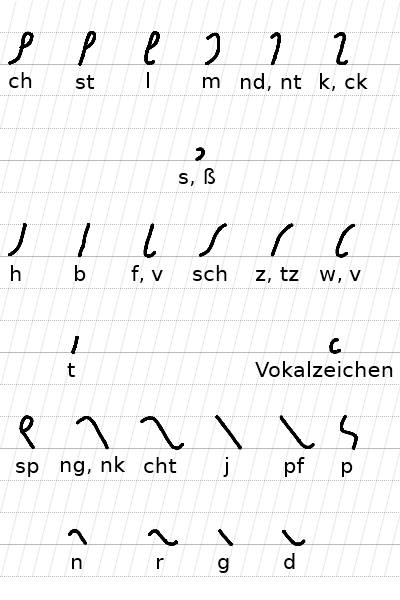
Die Konsonanten der Stiefografie

Die „Rationelle Stenografie“ hat nur 24 Zeichen für Konsonanten und Konsonantenverbindungen (Deutsche Einheitskurzschrift 56 Zeichen, Stolze-Schrey 44 Zeichen).
Die Zeichen für Konsonanten sind möglichst einfach gehalten und unterscheiden sich in vier Merkmalen:
1. Größe: halbstufig (z. B. t) oder ganzstufig (z. B. b)
2. Lage (d. h. Verlauf des Abstrichs): gerade (z. B. b), rechtsschräg (z. B. j), gewölbt (z. B. w), nach links auslaufend (z. B. h), treppenförmig (nur p)
3. Form oben: spitz (z. B. b), rund (z. B. nd), Kopfschleife (z. B. st)
4. Form unten: spitz (z. B. b), rund (z. B. f), „eingelegt“ – der Fuß des Zeichens läuft gerundet nach links, bei einer nach oben laufenden Verbindung zum nächsten Zeichen wird eine kleine Fußschleife gemacht, während eine waagerecht verlaufende Verbindung spitz verläuft (z. B. h)

Bei der Entwicklung wurden nach Angaben des Erfinders über eine Million Silben ausgezählt, um die Häufigkeit eines jeden Konsonanten am Anfang, in der Mitte und am Ende des Wortes sowie der einzelnen Wörter zu ermitteln. Stief machte die Auszählung, ohne die Häufigkeitsstatistiken von Friedrich Wilhelm Kaeding zu kennen. Im Nachhinein stellte sich heraus, dass Stiefs Zählungen, die etwa 50 Jahre nach Kaedings Häufigkeitszählungen erfolgten, mit denen von Kaeding fast übereinstimmten. Nach diesen Ermittlungen wurden die am leichtesten zu schreibenden und somit schreibflüchtigsten Zeichen den häufigsten Mitlauten zugewiesen. Beispiel: Der Mitlaut d ist in der deutschen Sprache der häufigste Konsonant am Anfang eines Wortes; über 80 Prozent aller d stehen am Wortanfang. So wies Stief dem d das sehr leicht zu schreibende Zeichen zu, das in der Einheitskurzschrift für die Vorsilbe „ver“ verwendet wird.
Der Konsonant v hat kein eigenes Zeichen, sondern wird je nach Aussprache entweder als f oder als w dargestellt. Auch für c und y gibt es keine eigenen Zeichen. Sie werden ebenfalls rein phonetisch dargestellt, nämlich als k oder z für c und als i, j oder ü für y. Den äußerst seltenen Mitlauten x und qu sind ebenfalls bis einschließlich zur Aufbaustufe 1 keine eigenen Zeichen zugewiesen. Sie werden durch die Schreibung von ks bzw. kw wiedergegeben. Eigene Mitlautfolgezeichen gibt es für ch, cht, nd = nt, ng = nk, pf, sch, sp und st. Sie dürfen bei der Verbindung von Vorsilben mit dem Wortstamm und bei Wortzusammensetzungen nicht benutzt werden. Bei Konsonantenverbindungen, für die kein eigenes Zeichen vorgesehen ist, werden die Mitlaute zur Unterscheidung der Selbstlautdarstellung für e ganz eng aneinandergefügt. Das nicht hörbare tonlose Dehnungs-h wie zum Beispiel h im Wort „Reh“ entfällt auch, wenn es am Ende eines Wortstammes steht. Das ck wird durch k und tz wird durch z wiedergegeben. Die Mitlautverdopplung entfällt im Gegensatz zur Deutschen Einheitskurzschrift und zum System Stolze-Schrey, wo l, r, und s (bei Stolze-Schrey noch weitere Mitlaute) verdoppelt dargestellt werden, in der Stiefografie vollständig. Bei Verwechslungsgefahr bestimmter Wörter werden Doppelmitlaute durch einen waagrechten Strich über dem Konsonanten angedeutet. Auf diese Weise können bei Notwendigkeit auch v, nk und nt von f, w, ng und nd unterschieden werden. Sämtliche Mitlaute und Mitlautfolgezeichen haben nur zwei Zeichengrößen (Deutsche Einheitskurzschrift fünf Zeichengrößen) und sind höchstens eine Stufe groß (Buchstabengröße zum Beispiel von m oder r in der Langschrift). Unter- und Oberlängen entfallen ganz. Ganzlängen, also dreistufige Zeichen, sind erst in der Aufbauschrift I (vgl. dort) für eigene Kürzel aus dem persönlichen Fachwortschatz des jeweiligen Anwenders zu finden; zweistufige Zeichen kommen als Kürzel erst in der Aufbauschrift II vor.

## Selbstlautdarstellung

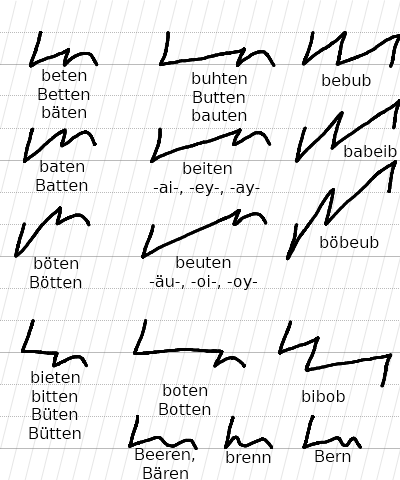
Beispiele für Vokalschreibung

Die Vokale werden am folgenden Konsonantenzeichen durch enge und weite Verbindung sowie durch Neben-, Höher- oder Tieferstellung des folgenden Mitlautes angedeutet. Die Stiefografie kommt mit nur acht Selbstlautdarstellungen aus (Deutsche Einheitskurzschrift und Stolze-Schrey je elf). Verstärkungen durch Druck wie in vielen anderen Systemen gibt es im Kurzschriftsystem von Helmut Stief keine, da diese – vor allem auch bei der Verwendung des Kugelschreibers – für die meisten Schreiber hinderlich und schreibhemmend sind. Um diese fehlenden Symbolisierungsmöglichkeiten auszugleichen, werden die Sinnbilder für ä, au und ü durch e, u und i ersetzt. Folglich weisen e und ä (enge Verbindung), u und au (weite Verbindung), i und ü (enge Verbindung und halbstufige Tiefstellung) sowie eu und äu (weite Verbindung und ganzstufige Hochstellung) die jeweils gleiche Darstellung auf. Bei Verwechslungsgefahr werden dann ä, ü und au von e, i und u durch einen untergesetzten Punkt unterschieden. Weitere Selbstlautsymbole: a wird durch enge Verbindung und halbstufige Hochstellung, o durch weite Verbindung und halbstufige Tiefstellung, ö durch enge Verbindung und einstufige Hochstellung und ei durch weite Verbindung und halbstufige Hochstellung dargestellt. Wenn zwei Selbstlaute unmittelbar aufeinander folgen, wird der erste durch ein sogenanntes Vokalzeichen (Form entspricht halbstufigem w in der Deutschen Einheitskurzschrift) dargestellt. Steht ein Selbstlaut am Wortanfang, beginnt das Wortbild auf der Grundlinie. Am Wortende werden die Selbstlaute jeweils buchstäblich als eigene Zeichen mittels Auf- und Flachstrichen von verschiedener Länge geschrieben.
| Vokal/Diphthong | Stellung  | Länge | Punktiert? |
| --------------- | --------- | ----- | ---------- |
| a               | halb hoch | eng   | nein       |
| e               | neben     | eng   | nein       |
| i               | halb tief | eng   | nein       |
| o               | halb tief | weit  | nein       |
| u               | neben     | weit  | nein       |
| ä               | neben     | eng   | ja         |
| ö               | ganz hoch | eng   | nein       |
| ü               | halb tief | eng   | ja         |
| au              | neben     | weit  | ja         |
| ei/ai/ey/ay     | halb hoch | weit  | nein       |
| eu/äu/oi/oy     | ganz hoch | weit  | nein       |

## Einteilung des Systems
Die „Rationelle Stenografie“ ist in die Grundschrift, die Aufbauschrift I und die Aufbauschrift II unterteilt.

### Grundschrift
Die Grundschrift ist als Notizschrift konzipiert und soll eine Verdopplung bis Verdreifachung der Schreibgeschwindigkeit ermöglichen. Sie hat keine Kürzel, das heißt keine eigenen kurzen Zeichen für die häufigsten Wörter der deutschen Sprache. Dieses Fehlen soll im Vergleich zu anderen Kurzschriftsystemen durch die graphisch durchweg sehr kleinen und kurzen Mitlaut- und Mitlautfolgezeichen, die höchstens eine Stufe einnehmen, ausgeglichen werden. Die Grundschrift besteht aus nur 24 Zeichen für Mitlaute und Mitlautfolgen. Die sehr wenigen Regeln haben keine Ausnahmen. Helmut Stief selbst schrieb mit dieser kürzellosen Grundschrift 180 Silben pro Minute. Weitere Kennzeichen der Grundschrift siehe „Mitlautdarstellung“ und „Selbstlautdarstellung“.

### Aufbauschrift I
Die Aufbauschrift I (frühere Bezeichnung war „Geschäftsschrift“) soll eine vierfache Schreibgeschwindigkeit im Vergleich zur herkömmlichen Langschrift ermöglichen, also bis etwa 160 Silben pro Minute. Durch 54 Kürzel werden 35 % aller Silben der deutschen Sprache abgedeckt. Diese 54 Kürzel werden für etwa 70 häufig vorkommende Wörter und Silben (zum Beispiel Artikel, Pronomen, Präfixe, Suffixe) verwendet. Dabei weisen etliche Kürzel – wie auch bei der Vereinfachten Kurzschrift Schultz und der Deutschen Euro-Steno – die gleiche Form für phonetisch gleich oder ähnlich klingende Wörter unabhängig von der Wortart oder Sinnbedeutung auf (zum Beispiel da/dar, man/Mann/mahn, für/führ, war/wahr/Ware). Die gleiche Kürzelform wird auch für verschiedene Konjugationen des gleichen Wortes verwendet (zum Beispiel hab/hast/hat, wird/wirst). Wenn in der Aufbauschrift ein Kürzel nicht angewandt, sondern in Grundschrift ausgeschrieben wird, ist dies im Gegensatz zu anderen Kurzschriftsystemen in der Stiefografie jedoch keine Falschschreibung, sondern ebenfalls richtig.
Grund-, Hoch- und Tiefstellung unter Berücksichtigung der Selbstlautsymbole bestimmen den Charakter der Aufbauschrift. Kürzel für Silben mit den Selbstlauten e, ä, u und au stehen auf der Grundlinie, mit den Selbstlauten i, ü und o werden sie eine halbe Stufe tiefer gestellt und mit ö und eu bzw. äu werden die entsprechenden Kürzel eine ganze Stufe hoch gestellt. So kann man aus der Stellung eines Kürzels sofort den jeweiligen Selbstlaut einer Silbe erkennen. Beispielsweise wird das stiefografische n (gleiches Zeichen wie das k in der Deutschen Einheitskurzschrift) in der Grundstellung für „den“, in der Tiefstellung für „nicht“ und in der Hochstellung für „man“, „Mann“ und „mahn“ verwendet. Entbehrliche Silben und Laute wie beispielsweise „en“ bei Verben sowie weitere Flexionsendungen, unter anderem auch bei Substantiven und Adjektiven, werden weggelassen.
Eine Besonderheit im Vergleich mit anderen Kurzschriftsystemen sind die dreistufigen Kürzel, die sich jeder Anwender speziell für seinen eigenen Bedarf und Fachwortschatz bilden kann. Sie machen die Stiefografie zu einer Spezialstenografie für jeden Beruf und für jedes Fachgebiet. So kann zum Beispiel das dreistufige m bei einer Behörde „Minister“, bei einer Möbelfabrik „Möbel“, im juristischen Bereich „Mandant“ oder in der Theologie „Matthäusevangelium“ bedeuten. Durch Hinzufügung der buchstäblichen Selbstlautzeichen am Kopf oder Fuß des dreistufigen Mitlautzeichens kann eine große Anzahl weiterer Wortbedeutungen abgedeckt werden.

### Aufbauschrift II
Für sehr hohe Schreibgeschwindigkeiten über 160 Silben pro Minute hinaus ist die Aufbauschrift II (frühere Bezeichnung war „Blitzschrift“) ausgearbeitet. Sie stellt weitere 120 wahlfreie Kürzel sowie weitere Kürzungsregeln zur individuellen Anwendung und Steigerung der Schreibgeschwindigkeit zur Verfügung. Der Lernende kann sich die Kurzzeichen für Silben und Wörter auswählen, die er unter Berücksichtigung von graphischen Überlegungen und im Hinblick auf Silben- bzw. Worthäufigkeit für sinnvoll hält.

## Links-Stenografie
Alle sonst bekannten Kurzschriftsysteme wurden ausschließlich für das Schreiben mit der rechten Hand entwickelt. Eine Besonderheit unter allen bekannten Stenografiesystemen ist die Entwicklung einer Stenografie speziell für Linkshänder. Der Grafiker, Handelsreisende und Kurzschriftlehrer Dieter Wilhelm Dominik aus Düsseldorf veröffentlichte, nachdem er auf die Stiefografie gestoßen war, 1977 die Grundschrift und die Aufbauschrift „Links-Steno“ als Stiefografie-Variante. Bei dieser Anpassung für Linkshänder sind die Schriftzeichen und Schreibregeln mit dem Stiefografiesystem identisch. Das Schriftbild wird jedoch gespiegelt dargestellt. Die Textzeilen werden von rechts nach links geschrieben und gelesen, was dem natürlichen Bewegungsablauf von Linkshändern entgegenkommen soll. Folglich sollen auch Linkshänder die Kurzschrift ohne Nachteile gegenüber Rechtshändern nutzen können.

## Verbreitung
Die Stiefografie wird außer in Deutschland auch in Österreich und der Schweiz geschrieben. Helmut Stief hatte nach eigenem Bekunden bis vor seinem Tod im Jahre 1977 bereits 40.000 Anhänger für sein System gefunden. Die Stiefografie bzw. Rationelle Stenografie wird seit 1966 bis heute vor allem an Volkshochschulen u. a. auch unter den Kursbezeichnungen „Notizschrift“ oder „Schnell schreiben und notieren“ gelehrt, wie z. B. an der VHS Dingolfing und an der VHS Straubing. Die VHS veröffentlichte auch eine offizielle Beurteilung der Stiefografie sowie einen Vergleich mit der Deutschen Einheitskurzschrift (vgl. Weblink). Auch das Erlernen im Fernunterricht wird verschiedentlich angeboten. Viele Jahre fanden auch an mehreren Hochschulen wie z. B. der Johann Wolfgang Goethe-Universität Frankfurt am Main Lehrgänge statt.